# Osteochilus harrisoni
Osteochilus harrisoni är en fiskart som beskrevs av Fowler, 1905. Osteochilus harrisoni ingår i släktet Osteochilus och familjen karpfiskar. Inga underarter finns listade i Catalogue of Life.